# میندورو غربی
میندورو باختری یا میندورو اکسیدنتال (Occidental Mindoro) یکی از استان‌های کشور فیلیپین است. این استان در مرکز این کشور قرار گرفته است و بخشی از جزیره میندورو است که از مجموعه جزایر لوزون به شمار می‌رود.
مرکز این استان شهر مامبورائو است. جمعیت آن بیش از سیصد و هشتاد هزار نفر است. مساحت این استان کمتر از پنج هزار و نهصد کیلومتر مربع است .
باتانگاس در شمال است که توسط گذرگاه جزیره Verde، یک منطقه دریایی حفاظت شده و مرکز مرکز تنوع زیستی دریایی جهان از هم جدا شده است.